# بيوريباير (إزار)
بيوريباير هي بلدية في إزار في جنوب شرق فرنسا.